# Chicog
Chicog – miasto w Stanach Zjednoczonych, w stanie Wisconsin, w hrabstwie Washburn.